# Заре, Амир Хоссейн
Амир Хоссейн Аббас Заре (перс. امیرحسین زارع‎; род. 16 января 2001, Амоль, Мазендеран) — иранский борец вольного стиля, бронзовый призёр Олимпийских игр 2020 года в Токио, серебряный призёр летних Олимпийских игр 2024 года, двукратный чемпион мира 2021 и 2023 годов, чемпион Азиатских игр, чемпион Азии.

## Карьера
В июле 2018 года в Загребе стал чемпионом мира среди юношей. В октябре 2018 года на юношеских играх в Буэнос-Айресе занял второе место, уступив в финале россиянину Сергею Козыреву. В июле 2019 года в тайском городе Чонбури стал чемпионом Азии среди юношей. В июне 2021 года попал в заявку сборной Ирана на Олимпийские игры в Токио. На самих же Олимпийских играх в Токио стал бронзовым призёром, одолев в схватке за 3 место китайца Дэна Чживея.
На чемпионате мира 2021 года, который проходил в октябре в норвежской столице, стал чемпионом мира в весовой категории до 125 кг. В финале поборол грузинского борца Гено Петриашвили.
В 2022 году на чемпионате мира в Белграде завоевал бронзовую медаль.
В сентябре 2023 года на чемпионате мира в Белград в финале вновь победил Гено Петриашвили и стал чемпионом мира.
7 октября 2023 года завоевал золото Азиатских игр в Ханчжоу.
12 апреля 2024 в Бишкеке, победив в финале кизгизского борца Айаала Лазарева, завоевал золото чемпионата Азии.

## Достижения
- Первенство Азии по борьбе среди юношей 2018 — ;
- Первенство мира по борьбе среди юношей 2018 — ;
- Летние юношеские Олимпийские игры 2018 — ;
- Первенство Азии по борьбе среди юниоров 2019 — ;
- Первенство мира по борьбе среди юниоров 2019 — ;
- Чемпионат мира по борьбе U23 2019 — ;
- Олимпийские игры 2020 — ;
- Чемпионат мира по борьбе 2021 — ;
- Чемпионат мира по борьбе 2022 — ;
- Азиатские игры 2022 — ;
- Чемпионат мира по борьбе 2023 — ;
- Чемпионат Азии по борьбе 2024 — .